# Championnat de France de football australien 2011
Navigation
2010 2012
Le Championnat de France de football australien 2011 est la troisième édition de cette compétition. Il réunit 6 des 7 équipes existantes en France et est organisé par la Commission nationale de football australien (actuel Comité national de football australien).
Le coup d'envoi de la saison est donné le 16 octobre 2010. Les Bordeaux Bombers remportent le titre en s'imposant 77-52 en finale face aux Toulouse Hawks.

## Organisation
La compétition est répartie en deux poules géographiques de trois clubs. En saison régulière, chaque équipe affronte les autres en match aller-retour. Les premiers de chaque poule sont qualifiés pour la finale, les deuxièmes s'affrontent pour monter sur le podium et les troisièmes jouent pour la cinquième place.
La poule Nord est constituée des Bordeaux Bombers, des Paris Cockerels tenant du titre et des Strasbourg Kangourous. La poule sud quant à elle comptera les clubs des Toulouse Hawks, une entente Perpignan Tigers/Montpellier Fire Sharks et le jeune club des Marseille Dockers.

## Clubs participants
| \| Aix-en-Provence Bordeaux Montpellier Paris Perpignan Strasbourg Toulouse \| Localisation des clubs engagés dans le championnat. |
| Aix-en-Provence Bordeaux Montpellier Paris Perpignan Strasbourg Toulouse                                                           |

Le 3e Championnat de France de football australien réunit 6 clubs répartis en deux poules:
- Poule Nord:

| Club                  | Ville      | Stade                    | Capacité | Classement 2009-2010 |
| --------------------- | ---------- | ------------------------ | -------- | -------------------- |
| Bordeaux Bombers      | Bordeaux   | Stade des Bords de Jalle | 1000     | 2                    |
| Paris Cockerels       | Paris      | Stade du Polygone        |          | 1                    |
| Strasbourg Kangourous | Strasbourg | Stade de Hautepierre     |          | -                    |

- Poule Sud:

| Club                                     | Ville                 | Stade                                       | Capacité | Classement 2009-2010 |
| ---------------------------------------- | --------------------- | ------------------------------------------- | -------- | -------------------- |
| Aix-Marseille Dockers                    | Marseille             | Stade de la torse                           |          | -                    |
| Perpignan Tigers/Montpellier Fire Sharks | Perpignan/Montpellier | Stade Roger Ramis/Stade Saint-Jean-de-Védas |          | 5/4                  |
| Toulouse Hawks                           | Toulouse              | Stade Robert Barran                         |          | 3                    |

## Rencontres

### 1ejournée
| |                  |      |                   |                          |  |
| | 1e journée       |      |                   |                          |  |
| 16 octobre 2010 | Paris 14.13 (97) | a v. | Bordeaux 9.7 (61) | Stade du Polygone, Paris |  |
| 16 octobre 2010 | Toulouse 178     | a v. | Perpignan 52      | Toulouse                 |  |
| - Large victoire au Sud des Toulouse Hawks sur les Perpignan Tigers. - À Paris, les Bordeaux Bombers s'inclinent de peu face aux Paris Cockerels. C'est un match très serré qui a offert un beau spectacle et un final haletant. Les girondins menaient de 12 points à la fin du troisième quart-temps avant que les joueurs cadres de Paris, tels Palli et Andy, montrent l'étendue de leur talent pour pousser leur équipe vers la victoire. |                  |      |                   |                          |  |

### 2ejournée
| |                      |        |                     |                                                  |  |
| | 2e journée           |        |                     |                                                  |  |
| 6 novembre 2010 | Bordeaux 25.16 (166) | a v.   | Strasbourg 3.9 (27) | Stade des Bords de Jalle, Saint-Médard-en-Jalles |  |
| 29 janvier 2011 | Perpignan 45         | v. par | Toulouse 98         | Stade André Sanac, Saint-Génis-des-Fontaines     |  |
| - Les Bordeaux Bombers affrontent les Strasbourg Kangourous. Le match se joue dans un format original à 8 contre 8 car les alsaciens ne se sont déplacés qu'avec 8 joueurs à cause des blessures et des désistements dans leur équipe. Les Bombers s'imposent 166 à 27 dans un match contrôlé de bout en bout. |                      |        |                     |                                                  |  |

### 3ejournée
| Le 27 novembre 2010 | Strasbourg | Strasbourg Kangourous | 140 - 45 | Paris Cockerels   |
|                     |            | (21).(14) (140)       |          | (6).(9) (45)      |
| Le 26 février 2011  | Perpignan  | Perpignan Tigers      | 129 - 53 | Marseille Dockers |
|                     |            |                       |          |                   |

- Les Paris Cockerels subissent leur première défaite en championnat depuis sa création! C'est face à une équipe des Strasbourg Kangourous ultra-motivée après sa large défaite à Bordeaux que les parisiens s'inclinent de plus de 100 points. Les alsaciens relancent le championnat et peuvent encore rêver à la finale.

### 4ejournée
| Le 5 mars 2011 | Stade des Bords de Jalle, Saint-Médard-en-Jalles | Bordeaux Bombers  | 109 - 94 | Paris Cockerels     |
|                |                                                  | (16).(13) (109)   |          | (13).(16) (94)      |
| Le 5 mars 2011 | Marseille                                        | Marseille Dockers | 100 - 0  | Toulouse Hawks      |
|                |                                                  |                   |          | Forfait de Toulouse |

### 5ejournée
| Le 19 mars 2011 | Stade du Polygone, Paris | Paris Cockerels | 178 - 32 | Strasbourg Kangourous |
|                 |                          |                 |          |                       |
| Le 19 mars 2011 | Toulouse                 | Toulouse Hawks  | 100 - 0  | Marseille Dockers     |
|                 |                          |                 |          | Forfait de Marseille  |

### 6ejournée
| Le 2 avril 2011  | Strasbourg | Strasbourg Kangourous | 63 - 124 | Bordeaux Bombers |
|                  |            |                       |          |                  |
| Le 16 avril 2011 | Marseille  | Marseille Dockers     | 126 - 45 | Perpignan Tigers |
|                  |            |                       |          |                  |

## Classement
| Pl. | Équipe                | J | V | N | D | PM  | PC  | Pts | Diff    |
| --- | --------------------- | - | - | - | - | --- | --- | --- | ------- |
| 1   | Bordeaux Bombers      | 4 | 3 | 0 | 1 | 460 | 281 | 13  | 163.7%  |
| 2   | Paris Cockerels       | 4 | 2 | 0 | 2 | 414 | 342 | 10  | 121.05% |
| 3   | Strasbourg Kangourous | 4 | 1 | 0 | 3 | 262 | 513 | 7   | 51.07%  |

| Pl. | Équipe            | J | V | N | D | PM  | PC  | Pts | Diff    |
| --- | ----------------- | - | - | - | - | --- | --- | --- | ------- |
| 1   | Toulouse Hawks    | 4 | 3 | 0 | 1 | 376 | 197 | 12  | 190.86% |
| 2   | Marseille Dockers | 4 | 2 | 0 | 2 | 279 | 274 | 9   | 101.82% |
| 3   | Perpignan Tigers  | 4 | 1 | 0 | 3 | 271 | 455 | 7   | 59.56%  |

## Finales
|                     |              |        |                |           |  |
|                     | Finals       |        |                |           |  |
| 14 mai 2011 à 10h30 | Perpignan 66 | v. par | Strasbourg 178 | Perpignan |  |
| 14 mai 2011 à 14h00 | Paris 171    | a v.   | Marseille 38   | Perpignan |  |
|                     |              |        |                |           |  |

|                     |             |      |             |           |  |
|                     | Grand Final |      |             |           |  |
| 14 mai 2011 à 16h00 | Bordeaux 77 | a v. | Toulouse 52 | Perpignan |  |
|                     |             |      |             |           |  |